# 9×39mm
9×39mm是一種由蘇聯／俄羅斯所研發製造的亞音速消音步槍子彈。

## 歷史與設計
9×39mm的設計是基於7.62×39mm步槍彈，但增寬了彈頸來容納直徑9mm的彈頭，此步槍彈是在1980年代由蘇聯中央精密機械工程研究院（英語：TsNIITochMash）的設計師N. Zabelin, L. Dvoryaninova 和 Y. Frolov 所研發，設計目的是為了替特種部隊的消音槍械研發比傳統手槍彈具有更高威力、射程與貫穿性的亞音速彈藥。一般的超音速步槍彈就算加裝消音器仍會在彈體離開槍身後產生超音速音爆大幅降低消音器的性能。而透過調整既有彈藥的火藥量來達到亞音速也並不可行，例如1974年為AK-74所研發的5.45×39mm步槍彈的彈頭重量(約53 gr至80 gr)過輕，在降到亞音速後會無法具有可接受的動能。 在最終設計9×39mm的彈頭重量為16 g（250 gr），約是一般7.62×39mm步槍彈彈頭(123 gr)的兩倍重。當然與傳統超音速步槍彈相比降低彈體飛行速度至亞音速會限制其動能與有效射程。9×39mm的最高殺傷有效距離約為300至400米，並且可以穿透最厚8 mm的鋼板。和5.45×39mm步槍彈相同，9×39mm SP-5 在彈頭尖端具有空穴，在擊中目標後會增加彈體的翻滾，加強了對軟組織的殺傷力。
由於9×39mm的彈頭重量比常見的9×19公釐帕拉貝倫亞音速手槍彈高出一倍，其動能也較9毫米魯格彈高出一倍。9×39mm的特性包括高亞音速彈道係數、高彈道終端能量、高截面密度比、以及適中的後座力等，這些特性讓9×39mm非常適合室內近身作戰用途

## 型號
| 型號               | SP-5        | SP-5UZ | SP-6         | SP-6UCh | PAB-9         | SPP                 | 7N12 BP |
| ------------------ | ----------- | ------ | ------------ | ------- | ------------- | ------------------- | ------- |
| 用途               | 狙擊彈      | 測試彈 | 穿甲彈       | 訓練彈  | 穿甲彈        | 狙擊彈 (增加穿透性) | 穿甲彈  |
| 彈頭重量 [公克]    | 最高至 16.8 |        | 約 16.2      |         | 最高至 17.3   |                     |         |
| 槍口初速 [公尺/秒] | 280–320     |        | 280–320      |         | 280–320       |                     |         |
| 能量 [焦耳]        | 658-860     |        | 754          |         | 678-886       |                     |         |
| 最高穿甲性能       |             |        | 最厚8 mm鋼板 |         | 最厚10 mm鋼板 |                     |         |

- SP-5 - SP-5 (СП-5) (SP: Spetsialnyj Patron；"Special Cartridge" 指的是"特殊彈藥") 是由Nikolai Zabelin負責研發。是一種具有鉛核的傳統全金屬被甲彈，不過有對增加精準性進行設計。

- SP-5UZ - SP-5UZ (СП5-УЗ) 是一種SP-5的變種，增加了火藥填裝量來對工廠武器進行加壓測試。

- SP-6 - SP-6 (СП-6) 是由Yuri Frolov負責研發。 是一種具有硬質鋼蕊的穿甲彈。可以在500米的距離穿透2 mm（0.079英寸）的鋼板；在200米的距離穿透 6 mm（0.24英寸）的鋼板、2.8 mm（0.11英寸）的鈦金屬板或30層的克維拉纖維；在100米的距離穿透8 mm（0.31英寸）的鋼板，並保有足夠的動能來殲滅躲在這些障礙物後的目標。[3]

- SP-6UCh - SP-6Uch (СП-6Уч) 是一種SP-6的變種，作為訓練彈使用。

- PAB-9 - 由於SP-6造價昂貴，有嘗試研發低造價的替代品，PAB-9 (ПАБ-9)使用了沖壓而非削切來加工鋼蕊。但犧牲了過多性能連帶的影響可用性，精準性降低並增加槍管磨損， 截至2011年，PAB-9已被禁止使用。[3]

- SPP （7N9） -  The SPP (СПП) (SPP: Snaiperskie Povishennaya Probivaemost；"Sniper - Increased Penetration") 是一種具有穿甲性能的狙擊彈。

- BP （7N12） - The BP (БП) (BP: Broneboin'ie Pulya；"Armor-Piercing Bullet") 是一種穿甲彈。

## 使用9×39mm的槍械

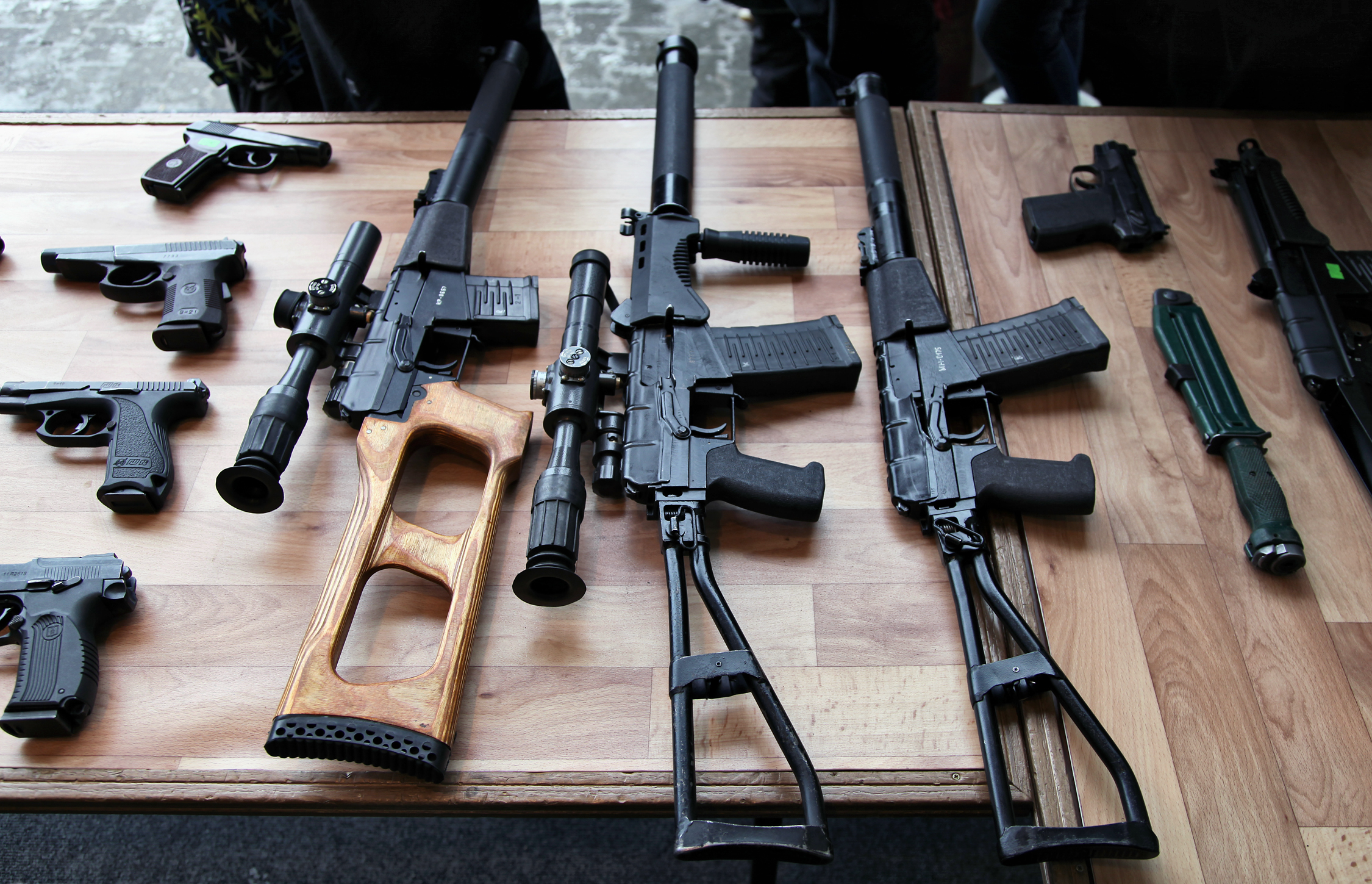
由左至右：VSS Vintorez狙擊步槍、SR-3旋风突击步枪、以及AS Val微聲自動步槍

- 9A-91突击步枪
- AK-9突击步枪
- AS Val微聲自動步槍
- OTs-12突击步枪
- OTs-14突击步枪
- SR-3旋风突击步枪
- VSK-94狙擊步槍
- VSS Vintorez狙擊步槍
- ABM-17突擊步槍（英语：AMB-17）

## 使用國
- 亞美尼亞[4]
- 白俄羅斯[5]
- [6]
- 约旦
- [7]
- 蒙古国
- 俄羅斯
  - 俄羅斯聯邦武裝力量
  - 俄羅斯聯邦安全局
  - 俄羅斯國家近衛軍
  - 俄羅斯聯邦內務部
- 叙利亚
- 乌克兰
  - 烏克蘭安全局

### 前使用國
- 苏联[8]

## 類似彈藥
- .300 Whisper（英语：.300 Whisper）
- 300 AAC Blackout (7.62×35mm)（英语：300 AAC Blackout (7.62×35mm)）
- 12.7×55mm STs-130（英语：12.7×55mm STs-130）

## 文獻目錄
- Jane's Infantry Weapons 1997-98[9]

## 外部連結
彈藥
- 從左到右: SP-5, SP-6, PAB-9, BP, SPP（页面存档备份，存于）
- 從左到右: SP-6, BP (2006), PAB-9, BP (2008)（页面存档备份，存于）

彈頭
- 從左到右: SP-5, SPP, SP-6, PAB-9, BP (?), BP (2006), BP (2008)（页面存档备份，存于）

其他
- Modern Firearms - Special purpose small arms ammunition of USSR and Russia
- 9×39mm special cartridges